# 2013 en aéronautique
Chronologie de l'aéronautique
- 2009
- 2010
- 2011
- 2012
- 2013
- 2014
- 2015
- 2016
- 2017

Cet article présente les faits marquants de l'année 2013 en aéronautique.

## Événements

### Janvier
- 7 janvier 2013,  États-Unis : Un Boeing 787 de Japan Airlines est victime d'un incident de surchauffe sur une batterie lithium-ion à l'aéroport de Boston.
- 29 janvier 2013 : le CRJ-200 de la compagnie SCAT Airlines, s'est écrasé lors de son approche finale près d'Almaty. Les 21 occupants (16 passagers et 5 membres d'équipage) de l'appareil qui avait décollé de Kokshetau au Kazakhstan ont tous été tués. Les conditions météorologiques (brouillard et mauvais visibilité) semblent être les causes de l'accident[1].

### Février
- 2 février 2013 : un ATR72-200 de Carpatair, immatriculé YR-ATS, opérant le vol AZ1670 pour Alitalia, entre l'aéroport international Galileo Galilei de Pise et l'Aéroport Léonard-de-Vinci de Rome, effectue une sortie de piste à l'atterrissage, blessant 6 personnes dont une hôtesse. L'appareil transportait 46 passagers et 4 membres d'équipage. L'enquête n'a, à ce jour, pas encore déterminé les causes de l'accident mais les fortes rafales de vent jusqu'à 40 nœuds pourraient bien être impliquées[2].

- 13 février 2013 : un Antonov An-24 de la compagnie South Airlines faisant la liaison entre Odessa et Donetsk en Ukraine s'est écrasé à l'atterrissage. 5 occupants ont été tués et 35 autres personnes ont été blessées. Il y avait 52 personnes à bord de l'avion[3].

### Mars
- 6 mars 2013,  Espagne : vol inaugural de l'Airbus A400M, aux couleurs de l'Armée de l'air française, au-dessus de Séville[4].

### Avril
- 8 avril 2013, un F/A-18F de l'US Navy s'écrase dans le golfe persique.

### Mai
- 22 mai 2013 : le Northrop Grumman MQ-4C Triton, un drone de surveillance maritime dérivé de RQ-4 Global Hawk, effectue son premier vol depuis la piste de Palmdale en Californie[5].

### Juin
- 14 juin 2013 : les premiers essais de vol de l'Airbus A350 sont effectués avec succès depuis l'aéroport de Toulouse-Blagnac[6]. Le premier vol durera quatre heures.

- 17 juin 2013 au 23 juin 2013 : 50e Salon International de l'Aéronautique et de l'Espace à l'Aéroport de Paris-Le Bourget.

### Juillet
- 6 juillet :  un Boeing 777-200 de la compagnie sud-coréenne Asiana  Airlines, opérant le vol 214, rate son atterrissage et s'écrase sur le bord de piste de l'aéroport international de San Francisco, en Californie, États-Unis[7]. Il y a (le 9 juillet) 2 morts, 181 blessés et 1 disparu. C'est le deuxième crash d'un Boeing 777 depuis son lancement en 1995, et le premier causant des morts.

- 7 juillet : un hydravion de Havilland DHC-3 de la compagnie Rediske Air s'écrase à l'aéroport de Soldotna en Alaska, États-Unis. L'accident a fait 10 morts : les 9 passagers et le pilote[8].

### Août
- 14 août : le vol UPS 1354 assuré par un Airbus A300-600F de la compagnie américaine UPS Airlines, s'écrase[9] lors de son approche de l'aéroport de Birmingham, en Alabama, tuant le pilote et le copilote.

### Septembre
- 20 septembre : derniers vols opérationnels du Vickers VC-10[10].

### Octobre
- 16 octobre :  un ATR 72-600, de la compagnie Lao Airlines, opérant le vol 301, s'écrase dans le fleuve Mékong, près de Paksé, au Laos, causant la mort de 49 personnes.

- samedi 19 octobre :  un Pilatus PC-6/B2-H4 Turbo Porter immatriculé OO-NAC transportant dix parachutistes s'écrase entre Gelbressée et Marchovelette, au nord-ouest de la ville de Namur, dans la province éponyme, en Belgique. L'accident ne fait aucun survivant, les dix passagers et le pilote étant décédés lors du crash. Aucune autre victime n'est à déplorer au sol, l'accident ayant eu lieu dans un champ. C'est, en nombre de victimes, la plus grave catastrophe aérienne survenue en Belgique depuis 1961.
- 22 octobre : Dassault Aviation dévoile son nouveau Falcon le Falcon 5X.

- 23 octobre 2013 vers 14 h : un F/A-18D des Forces aériennes suisses s'est écrasé à Alpnachstad dans le canton d'Obwald, en Suisse.

### Novembre
- 17 novembre : écrasement du vol 363 Tatarstan Airlines avec 50 personnes à bord.

## Incidents des Boeing 787
Les incidents touchant le Boeing 787 Dreamliner sont détaillés dans la section Liste des incidents du Boeing 787 au cours du premier trimestre 2013.